# Charles Concordia
Charles Concordia (Schenectady, 20 de junho de 1908 — 25 de dezembro de 2003) foi um engenheiro eletrônico estadunidense.
Especialista em engenharia elétrica e nos primórdios da história do hardware.